# Lilijana Avčin
Lilijana Avčin, slovenska prevajalka, srednješolska profesorica, * 17. junij 1921, Maribor, † 12. januar 1980, Ljubljana.

## Življenejpis
Rodila se je kot Lilijana Barle očetu Josipu in materi Stanki (roj. Budna). Med leti 1931 in 1939 je obiskovala klasično gimnazijo v Mariboru, po maturi pa se je vpisala na študij klasične filologije v Ljubljani, kjer je diplomirala leta 1944. V letih  1944 in 1945 je bila praktikantka v knjigarni Ljubljanska knjiga, leta 1947 pa je dobila službo profesorice latinščine in angleščine na klasični gimnaziji; kasneje je ostala profesorica na Osnovni šoli Prežihovega Voranca.
Po poroki z alpinistom Francetom Avčinom jo je začel globoko zanimati alpinizem. Tako je prevajala alpinistična dela iz francoščine, nemščine in angleščine. Med leti 1954 in 1976 je v Planinskem vestniku občasno objavljala članke o gorah in alpinizmu.